# Пэй (буква древнепермского алфавита)
Пэй (𐍟, коми пэ̂й, также пей или пеи) — шестнадцатая буква древнепермского алфавита, использовавшегося для записи языка коми и в качестве тайнописи старорусского языка.

## Использование
Буква 𐍟 обозначала звук [p], что соответствует кириллической букве П п в алфавите Молодцова и современном алфавите. В русских тайнописных текстах также соответствует кириллической п, а в сочетании с двумя точками (𐍟̈) — ф.
Также использовалась для обозначения числа 70 (иногда в сочетании с титлом, аналогично кириллической системе счисления).

## Название
В различных списках встречаются варианты названий пеи, пей, пѣи и пѣй. В. И. Лыткин полагает, что первоначальным названием буквы было пэ̂й.  Пэ̂й в переводе с языка коми, возможно, означает ‘пазуха’.

## Начертание
Происхождение буквы, предположительно, связано с русской буквой п и, через неё, с греческой буквой π.

## Кодировка
Буква была закодирована в блоке Юникода «Древнепермское письмо» (англ. Old Permic) в версии 7.0, вышедшей 16 июня 2014 года, под кодом U+1035F.